# Шименц, Пауль
Паулюс Шименц (нем. Paulus Schiemenz; 4 декабря 1856 — 15 декабря 1936) — немецкий зоолог, специалист в области рыбохозяйственной науки.

## Биография
Пауль Шименц родился в 1856 году в Кальквице (провинция Бранденбург). Изучал естественные науки в Университете Галле и Лейпцигском университете у Р. Лейкарта.
В 1883 году Шименц отправился в Неаполь для работы на зоологической станции, ассистентом при которой он состоял с 1884 по 1895 год.
Вернувшись в Германию, участвовал в работах Общества морского рыболовства, в 1896—1898 годах состоял ассистентом при зоологическом кабинете Высшего земледельческого института в Берлине и с 1898 года заведовал биологической станцией Германского общества рыболовства в Фридрихсгагене на озере Мюггель.
С 1897 года преподавал в Высшей сельскохозяйственной школе в Берлине, в 1906—1925 годах — профессор кафедры рыболовства и рыбоводства.
Среди научных трудов изданных учёным наиболее известны следующие: «Ueber das Herkommen des Futtersaftes und die Speicheldrüsen der Biene etc.» («Zeitschr. f. wiss. Zool.», 1883); «Ueber die Wasseraufnahme bei Lamellibranchiaten und Gastropoden» («Mitth. zool. Stat. Neapel», 1884—1887); «Ueber die Zeesenfischerei im Stralsunder Revier» («Abh. Deutsch. Seefisch.-Ver.», 1898); «Hydrobiologische und hydrochemische Untersuchungen über die Vorfluther systeme der Bäke, Nuthe, Pauke und Schwärze» (вместе с другими авторами, «Viertelsjahrschr. f. gerichtl. Med. und öff. Sanitätswesen», 3, 21 suppl. Heft); «Bericht über die Fischerei-Expedition des Deutschen Seefischerei-Vereins in die Ostsee 1901» («Abh. Deutsch. Seef.-Ver.», 1902).
Кроме этого П. Шименц продолжительное время участвовал в составлении издаваемого неаполитанской зоологической станцией каталога «Zoologischer Jahresbericht».